# 李国喜
李国喜（1966年5月—），男，汉族，河南扶沟人，大学学历。中华人民共和国政治人物，中国共产党党员。现任中共中央组织部部务委员兼组织一局局长。

## 生平
1986年7月参加工作。历任甘肃省劳动和社会保障厅副厅长，中共陇南市委常委、组织部部长，中共中央组织部组织一局副局长，组织一局巡视员、副局长。
2015年06月15日，调任中国延安干部学院常务副院长。2018年1月，当选为第十三届陕西省人大常委会委员，法制委员会副主任委员。